# Baron.e
Pour les articles homonymes, voir Baron.
Baron.e (stylisée BARON.E et prononcé « baron baronne ») est un duo suisse de musique électronique et indie pop, actif entre 2019 et 2024. Durant son existence, il est formé et composé de Faustine Pochon et Arnaud Rolle, et compte trois EP.

## Histoire
Le groupe Baron.e est formé en 2019 par Faustine Pochon et Arnaud Rolle, tous deux originaires de Fribourg, dans la partie francophone de la Suisse,. Influencé par toutes les formes de musique rock ainsi que par la musique française contemporaine, Baron.e chante en français. Le duo mêle les genres indie pop et electropop dans sa musique. Le nom du groupe est inspiré du Baron Samedi, écrit en écriture inclusive et prononcé « baron baronne ».
Après que leur single Un verre d'ego ait été classé dans les meilleures chansons de 2019 par Les Inrockuptibles, le duo commence à recevoir une attention internationale. Leur premier EP, Jeunesse dorée, sort le 13 mars 2020 sur le label PIAS France. Après une tournée aux États-Unis annulée par la pandémie de Covid-19, le groupe se produit en 2022 au Paléo,, puis décroche une résidence artistique à Paris, financée par la ville de Fribourg.
Leur deuxième EP, Créature, sort le 4 novembre 2021 sur le label PIAS France,. Le 7 avril 2023, le duo sort un nouvel EP nommé Nuit noire,.
Le groupe annonce se séparer pour la fin 2024,. 